# Язкулиев, Баллы
Баллы Язкулиев (род. 2 января 1930, с. Омор-Пякизе, Ильялинский район, Ташаузский округ, Туркменская ССР) — советский хозяйственный, государственный и политический деятель. Член КПСС с 1953.

## Биография
Родился в селе Омор-Пякизе (ныне — Тезе-Ёл) Ильялинского района Ташаузского округа Туркменской ССР в семье крестьянина.
В 1949 окончил Ташаузский учительский институт, в 1952 — Чарджоуский педагогический институт (заочно), в 1962 — ВПШ при ЦК КПСС.
В 1949-52 работал учителем.
С 1952 на комсомольской работе.
В 1957-60 1-й секретарь Ташаузского обкома ЛКСМ Туркменистана. В 1962-64 председатель Ильялинского, Ленинского райисполкомов Туркменской ССР.
В 1965-73 1-й секретарь Ильялинского райкома КП Туркменистана, председатель Ташаузского облисполкома.
В 1973-75 председатель республиканского Совета профсоюзов Туркменистана.
С 1975 председатель Совета Министров и министр иностранных дел Туркменской ССР.
Член Центральной ревизионной комиссии КПСС с 1976.
Награжден 4 орденами, а также медалями.
| 8.1949 — 1.1952         | учитель истории средней школы № 2, заведующий учебной частью, учитель истории семилетней школы № 12 (Ильялинский район Ташаузской области) |
| 1.1952 — 9.1953         | 2-й секретарь Ильялинского районного комитета ЛКСМ Туркменистана (Ташаузская область)                                                      |
| 9.1953 — 11.1957        | 1-й секретарь Ильялинского районного комитета ЛКСМ Туркменистана (Ташаузская область)                                                      |
| 11.1957 — 9.1960        | 1-й секретарь Ташаузского областного комитета ЛКСМ Туркменистана                                                                           |
| 8.1962 — 1.1963         | председатель Исполнительного комитета Ильялинского районного Совета (Ташаузская область)                                                   |
| 1.1963 — 1.1965         | председатель Исполнительного комитета Ленинского районного Совета (Туркменская ССР)                                                        |
| 1.1965 — 12.1970        | 1-й секретарь Ильялинского районного комитета КП Туркменистана                                                                             |
| 25.2.1966 — 19.2.1971   | член Ревизионной комиссии КП Туркменистана                                                                                                 |
| 12.1970 — 7.1973        | председатель Исполнительного комитета Ташаузского областного Совета                                                                        |
| 20.2.1971 — 11.5.1990   | член ЦК КП Туркменистана |
| 4.7.1973 — 8.1.1976     | председатель Туркменского республиканского Совета профсоюзов                                                                               |
| 5.7.1973 — 17.12.1975   | председатель Верховного Совета Туркменской ССР                                                                                             |
| 14.4.1975 — 16.12.1975  | кандидат в члены Бюро ЦК КП Туркменистана                                                                                                  |
| 16.12.1975 — 10.9.1988  | член Бюро ЦК КП Туркменистана |
| 17.12.1975 — 15.12.1978 | председатель СМ Туркменской ССР |
| 17.12.1975 — 15.12.1978 | министр иностранных дел Туркменской ССР |
| 5.3.1976 — 23.2.1981    | член Центральной ревизионной комиссии КПСС                                                                                                 |
| 15.12.1978 — 13.8.1988  | председатель Президиума Верховного Совета Туркменской ССР                                                                                  |
| 3.3.1981 — 2.7.1990     | кандидат в члены ЦК КПСС 1981-XXVI 1986-XXVII                                                                                              |
| 8.1988 — 3.1990         | председатель Президиума Туркменского республиканского Совета Добровольного общества охраны памятников истории и культуры                   |
| 3.1990                  | на пенсии |

Награды
- Орден Октябрьской Революции (29.12.1979)[1]
- Три ордена Трудового Красного Знамени
- Орден «Знак Почёта»